# French Open-mesterskabet i herredouble 2013
Herredoubleturneringen ved French Open 2013 var den 112. herredoubleturnering ved French Open i tennis. Forsvarende mestre er Maks Mirnyj og Daniel Nestor, som i 2012 vandt titlen for anden gang som makkerpar. Begge spillere havde derudover tidligere vundet titlen flere gange med andre makkere, men valgte i 2013 ikke at stille op som par. I stedet spillede Mirnyj sammen med med Horia Tecău, mens Nestor dannede par med Robert Lindstedt.
Mesterskabet blev vundet af Bob Bryan og Mike Bryan, som i finalen besejrede Michaël Llodra og Nicolas Mahut med 6-4, 4-6, 7-6, og som dermed vandt French Open i herresouble for anden gang – første gang var i French Open 2003. Brødreparret nåede dermed op på i alt 14 grand slam-titler i herredouble.
Turneringen havde dansk deltagelse i skikkelse af Frederik Løchte Nielsen, som dannede par med Grigor Dimitrov. Den dansk-bulgarske konstellation blev slået ud i anden runde af Alexander Peya og Bruno Soares.

## Hovedturnering

### Spillere
Hovedturneringen havde deltagelse af 64 par. Heraf havde 57 par kvalificeret sig i kraft af deres ranglisteplacering pr. [[]] 2013, mens syv par havde modtaget et wildcard (WC).

### Resultater

#### Kvartfinaler, semifinaler og finale
| Bob Bryan  |
| Mike Bryan |

| David Marrero     |
| Fernando Verdasco |

| Bob Bryan  |
| Mike Bryan |

| Mariusz Fyrstenberg |
| Marcin Matkowski    |

| Alexander Peya |
| Bruno Soares   |

| Alexander Peya |
| Bruno Soares   |

| Bob Bryan  |
| Mike Bryan |

| Pablo Cuevas     |
| Horacio Zeballos |

| Michaël Llodra |
| Nicolas Mahut  |

| Tomasz Bednarek |
| Jerzy Janowicz  |

| Pablo Cuevas     |
| Horacio Zeballos |

| Michaël Llodra |
| Nicolas Mahut  |

| Michaël Llodra |
| Nicolas Mahut  |

| Marcel Granollers |
| Marc López        |

#### Første til tredje runde
| Bob Bryan  |
| Mike Bryan |

| Jonathan Eysseric |
| Fabrice Martin    |

| Bob Bryan  |
| Mike Bryan |

| Eric Butorac |
| Jack Sock    |

| Eric Butorac |
| Jack Sock    |

| Martin Kližan |
| Igor Zelenay  |

| Bob Bryan  |
| Mike Bryan |

| Robin Haase   |
| Igor Sijsling |

| Christopher Kas |
| Oliver Marach   |

| Christopher Kas |
| Oliver Marach   |

| Christopher Kas |
| Oliver Marach   |

| Pablo Andújar |
| Tommy Robredo |

| Julien Benneteau |
| Nenad Zimonjić   |

| Julien Benneteau |
| Nenad Zimonjić   |

| Colin Fleming   |
| Jonathan Marray |

| Feliciano López |
| André Sá        |

| Feliciano López |
| André Sá        |

| Philipp Marx  |
| Florin Mergea |

| Philipp Marx  |
| Florin Mergea |

| Gaël Monfils     |
| Jossellin Ouanna |

| Feliciano López |
| André Sá        |

| František Čermák |
| Michal Mertiňák  |

| David Marrero     |
| Fernando Verdasco |

| B. Becker (opg.)   |
| Philipp Petzschner |

| František Čermák |
| Michal Mertiňák  |

| Johan Brunström |
| Raven Klaasen   |

| David Marrero     |
| Fernando Verdasco |

| David Marrero     |
| Fernando Verdasco |

| Robert Lindstedt |
| Daniel Nestor    |

| Serhij Stakhovskij |
| Mikhail Juzjnyj    |

| Robert Lindstedt |
| Daniel Nestor    |

| Marinko Matosevic  |
| John-Patrick Smith |

| J. Dasnières de Veigy |
| Florent Serra         |

| J. Dasnières de Veigy |
| Florent Serra         |

| J. Dasnières de Veigy |
| Florent Serra         |

| Andre Begemann |
| Martin Emmrich |

| Mariusz Fyrstenberg |
| Marcin Matkowski    |

| G. García-López |
| Albert Ramos    |

| Andre Begemann |
| Martin Emmrich |

| Jan Hájek      |
| Radek Štěpánek |

| Mariusz Fyrstenberg |
| Marcin Matkowski    |

| Mariusz Fyrstenberg |
| Marcin Matkowski    |

| Ivan Dodig   |
| Marcelo Melo |

| Victor Hănescu |
| Gilles Müller  |

| Ivan Dodig   |
| Marcelo Melo |

| Marc Gicquel      |
| É. Roger-Vasselin |

| Marc Gicquel      |
| É. Roger-Vasselin |

| Daniel Brands |
| Frank Moser   |

| Ivan Dodig   |
| Marcelo Melo |

| Jérémy Chardy |
| Łukasz Kubot  |

| Alexander Peya |
| Bruno Soares   |

| Grigor Dimitrov  |
| Frederik Nielsen |

| Grigor Dimitrov  |
| Frederik Nielsen |

| James Cerretani |
| Lukáš Lacko     |

| Alexander Peya |
| Bruno Soares   |

| Alexander Peya |
| Bruno Soares   |

| Aisam-ul-Haq Qureshi |
| Jean-Julien Rojer    |

| Jevgenij Donskoj |
| Dmitrij Tursunov |

| Aisam-ul-Haq Qureshi |
| Jean-Julien Rojer    |

| Aljaž Bedene |
| Grega Žemlja |

| Aljaž Bedene |
| Grega Žemlja |

| Lukáš Dlouhý |
| Rajeev Ram   |

| Aisam-ul-Haq Qureshi |
| Jean-Julien Rojer    |

| Carlos Berlocq |
| Leonardo Mayer |

| Pablo Cuevas     |
| Horacio Zeballos |

| Pablo Cuevas     |
| Horacio Zeballos |

| Pablo Cuevas     |
| Horacio Zeballos |

| Pierre-Hugues Herbert |
| Nicolas Renavand      |

| Jürgen Melzer |
| Leander Paes  |

| Jürgen Melzer |
| Leander Paes  |

| Daniele Bracciali |
| Fabio Fognini     |

| Jonathan Erlich |
| Andy Ram        |

| Jonathan Erlich |
| Andy Ram        |

| Roberto Bautista Agut |
| Daniel Gimeno-Traver  |

| Roberto Bautista Agut |
| Daniel Gimeno-Traver  |

| Albano Olivetti |
| Maxime Teixeira |

| Roberto Bautista Agut |
| Daniel Gimeno-Traver  |

| Sanchai Ratiwatana |
| Sonchat Ratiwatana |

| Tomasz Bednarek |
| Jerzy Janowicz  |

| Paolo Lorenzi  |
| Potito Starace |

| Paolo Lorenzi  |
| Potito Starace |

| Tomasz Bednarek |
| Jerzy Janowicz  |

| Tomasz Bednarek |
| Jerzy Janowicz  |

| Mahesh Bhupathi |
| Rohan Bopanna   |

| Maks Mirnyj |
| Horia Tecău |

| Adrian Mannarino |
| Benoît Paire     |

| Maks Mirnyj |
| Horia Tecău |

| Michaël Llodra |
| Nicolas Mahut  |

| Michaël Llodra |
| Nicolas Mahut  |

| Mateusz Kowalczyk |
| Lukáš Rosol       |

| Michaël Llodra |
| Nicolas Mahut  |

| Treat Conrad Huey |
| Dominic Inglot    |

| Treat Conrad Huey |
| Dominic Inglot    |

| Tobias Kamke  |
| Florian Mayer |

| Treat Conrad Huey |
| Dominic Inglot    |

| Mikhail Elgin |
| Denis Istomin |

| Mikhail Elgin |
| Denis Istomin |

| Santiago González |
| Scott Lipsky      |

| Julian Knowle |
| Filip Polášek |

| Jamie Murray |
| John Peers   |

| Jamie Murray |
| John Peers   |

| Juan Sebastián Cabal |
| Robert Farah Maksoud |

| Juan Sebastián Cabal |
| Robert Farah Maksoud |

| Xavier Malisse |
| Ken Skupski    |

| Juan Sebastián Cabal |
| Robert Farah Maksoud |

| Paul-Henri Mathieu |
| Lucas Pouille      |

| Marcel Granollers |
| Marc López        |

| Andreas Seppi  |
| Viktor Troicki |

| Andreas Seppi  |
| Viktor Troicki |

| Jaroslav Levinský  |
| Lu Yen-hsun (opg.) |

| Marcel Granollers |
| Marc López        |

| Marcel Granollers |
| Marc López        |